# Thinking of You (chanson des Sister Sledge)
Pour les articles homonymes, voir Thinking of You.
Thinking of You est une chanson des Sister Sledge enregistré pour l'album We Are Family (1979) puis inclus comme face B sur le titre Lost in Music (1979) et sortie comme single en 1984.
La base rythmique rappelle les travaux de Bernard Edwards et Nile Rodgers (Chic) qui en sont les auteurs et producteurs.
La chanson a fait l'objet de plusieurs reprises et échantillonages dont celle par Eclipse (Bini & Martini) avec le single Makes Me Love You (1999).